# Balkanabat
Balkanabat, vroeger bekend als Nebit Dag, is een stad in Turkmenistan en is de hoofdplaats van de provincie Balkan. Balkanabat telt ongeveer 90.000 inwoners. De stad is vernoemd naar het ten oosten ervan liggende Balkangebergte.
De stad is in 1933 gesticht onder de naam Neftedag, een samenstelling van het Russische woord neft ('olie') en het Turkmeense woord dag ('berg'). In 1846 werd de naam gewijzigd naar Nebit Dag, met het Turkmeense woord nebit dat eveneens olie betekent. In 1991 kreeg de stad de huidige naam Balkanabat.
De economie van Balkanabat is nauw verbonden met de olie-industrie.